# Винокуров, Евгений Александрович
Винокуров Евгений Александрович (род. 15 декабря 1946 года) — советский живописец, заслуженный художник Российской Федерации (2014), заслуженный художник Республики Башкортостан (1997). Член Союза художников (1982).

## Биография
Винокуров Евгений Александрович родился 15 декабря 1946 года в Уфе.
Техники живописи учился на вечернем отделении Детской художественной школы № 2 г. Уфы (Школа им. А. Э. Тюлькина).
Известен как последователь основателя башкирской живописи А. Э. Тюлькина, но при этом выработавший свой собственный и узнаваемый почерк.
С 1969 работал художником на предприятиях Уфы, в 1986—1990 годах — председатель Комиссии по охране памятников истории и архитектуры при Союзе художников РБ, в 1992—2004 годах — заместителем директора Уфимской художественной галереи. С конца 80-х годов — член правления Союза художников РБ. Член правления Аксаковского фонда.
Евгений Александрович — один из организаторов творческой группы «Инзер» (1991).
Работы художника находятся в коллекциях БГХМ, Уфимской художественной галереи, Нижневартовской картинной галереи, в частных собраниях в России и за рубежом.
От первого брака с Винокуровой Светланой имеет дочь Ольгу (1970 года рождения).

## Выставки
Винокуров Евгений Александрович — участник выставок с 1974, международных — с 2001 года.
С 1974 был активным экспонентом региональных, всероссийских и международных выставок. В их числе — «Памятники Отечества» к 400-летия «Слова о полку Игореве» (1986), «Вояж» (группы «Инзер» и «Март» в Москве-Париже-Нью-Йорке, 1992), «Имени Твоему» к 2000-летию Рождества Христова (Москва, 2000), Первая концептуальная выставка произведений художников РБ «Сияние Лун» (Уфа, 2001), три Республиканских выставки «Акварельная весна» в Уфе, а также выставки в Белорецке, Челябинске,Оренбурге, Москве, Париже.
Персональные выставки в городах: Уфа (1981, 1993, 1996, 1999, 2004, 2010, 2016), Москва (1991, 1992), Белебей (1996), Нефтекамск, Белорецк (1998), Стерлитамак (2000), Оренбург, Орск (обе — 2005), Златоуст, Магнитогорск (2006).

## Основные работы
«Золотые холмы» (1978), «Пора зелёных трав» (1982), «Уфа. Весна на окраине» (1983), «Ника» (1982), «Уральский букет» (1987), «Оклад» (1996), «Монастырь» (1992), «Курган на Волхове» (1996), «Напутствие» (1986), «Вознесение» (1988), «Курган на Волхове» (1997), «На краю Европы» (2000), «Мост», «Ямской слободе».
В Уфе создал мозаичные панно на фасадах зданий ОАО «Крупнопанельное домостроение» (1972) и комплекс «Баштехинформ» (1974); декоративные часы и люстры для Театра кукол (1981), резные двери торжественного зала Дворца бракосочетаний (1986), люстры и эскизы занавесов для театра «Нур» (1999).
Росписи по дереву — триптих из декоративных объёмов «Берегини» (1997).

## Награды и звания
- Заслуженный художник Российской Федерации (22 мая 2014 года) — за достигнутые трудовые успехи, значительный вклад в социально-экономическое развитие Российской Федерации, реализацию внешнеполитического курса Российской Федерации, заслуги в гуманитарной сфере, многолетнюю добросовестную работу, активную общественную деятельность[1]
- Заслуженный художник РБ (1997)